# ییرلانبیک کاتای
کاتای ییرلانبیک (به چینی: 叶尔兰别克·卡泰) کشتی گیر کشور چین است. 
از افتخارات این کشتب گیر می توان کسب مدال برنز در بازی‌های آسیایی ۲۰۱۴ در وزن ۶۵ کیلو اشاره کرد.وی در المپیک ۲۰۱۶حضور داشت.